# 5005 Kegler
5005 Kegler este o planetă minoră (asteroid), cu un diametru de 3,484 km, din centura de asteroizi. A fost descoperită pe 16 octombrie 1988 la Kushiro de Seiji Ueda⁠(d) și a fost numită după Ignaz Kögler⁠(d). 
Obiectul prezintă o orbită caracterizată de o semiaxă mare de 2,2519651 UAi, o excentricitate de 0,17, o înclinație de 1,3071 ° în raport cu ecliptica.